# Zachariasz (nowotestamentowy kapłan)
Zachariasz, hebr. ‏זכריה‎ „Jahwe pamięta”; (ur. w I wieku p.n.e., zm. ok. 10) – sprawiedliwy i nienaganny kapłan, ojciec św. Jana Chrzciciela, mąż św. Elżbiety, krewny Marii matki Jezusa, święty Kościoła katolickiego, prawosławnego, koptyjskiego, ormiańskiego i syryjskiego.

## Życie
Według Ewangelii św. Łukasza w czasie służby liturgicznej w Świątyni przyszedł do Zachariasza archanioł Gabriel i zapowiedział mu narodzenie potomka, jednocześnie przepowiadając jego wielkość. Zachariasz i Elżbieta mimo podeszłego wieku nie mieli dzieci. Ponieważ Zachariasz zwątpił w przepowiednię, do czasu jej spełnienia pozostał niemy. Po narodzeniu Jana, dokładnie w dzień jego obrzezania, kiedy sąsiedzi i krewni chcieli mu dać na imię Zachariasz, ten sprzeciwił się, chcąc, żeby na imię dziecku dać Jan (czyli tak, jak powiedział anioł), odzyskał mowę i pod natchnieniem Ducha Świętego wypowiedział hymn prorocki Benedictus.

## Tradycja cerkiewna
Zachariasz został zabity przez żołnierzy króla Heroda, który kazał zabić wszystkie dzieci w Betlejem i okolicy w wieku do dwóch lat. Elżbieta ukryła się wraz z synem w górach, a ojciec nie zdradził żołnierzom miejsca ich pobytu.
Według tej tradycji zabito go pomiędzy świątynią a ołtarzem. Szczegół ten może nawiązywać do 2 Księgi Kronik (wersety o królu Joaszu, po śmierci kapłana Jehojady, którego synem był Zachariasz, zabity przez ludzi króla) i Ewangelii, gdzie Jezus w przemowie do Faryzeuszy i uczonych w Piśmie wspomina „Zachariasza, syna Barachiaszowego, zabitego pomiędzy Świątynią a ołtarzem”. Są to jednak trzy różne postaci.

## Kult

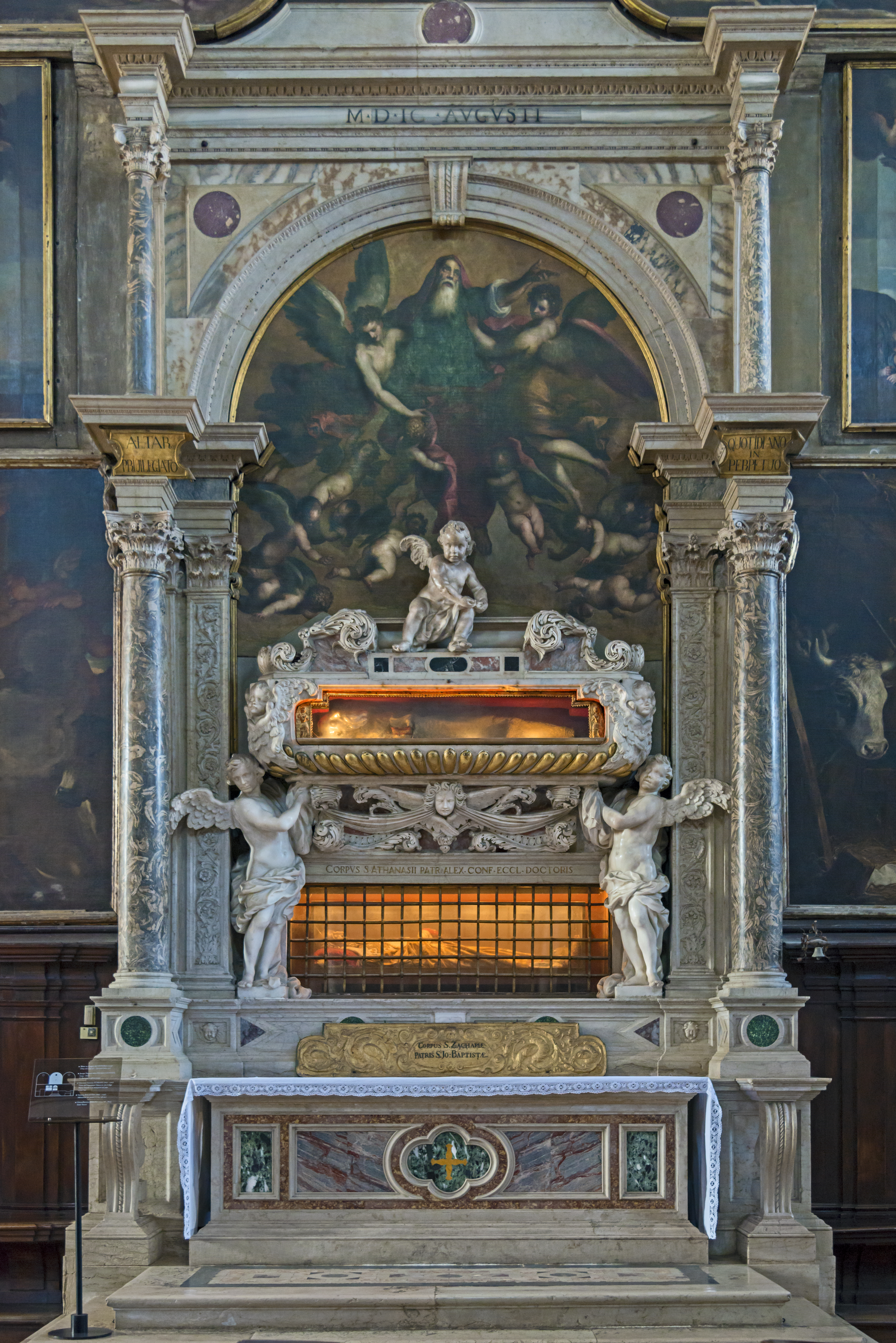
Grób Zachariasza i Atanazego w Wenecji

Ciało Zachariasza odnaleziono w 415 roku, przewieziono do Konstantynopola i umieszczono w wybudowanej ku jego czci świątyni. Obecnie w bazylice laterańskiej w Rzymie znajduje się jego głowa a pozostałe relikwie w kościele św. Zachariasza w Wenecji. 
Ikonografia
W ikonografii przedstawiany jest wraz ze św. Elżbietą w scenach poświęconych Janowi Chrzcicielowi.
Na Wschodzie wyobrażany jest jako starzec z wąską, siwą brodą sięgającą pasa. Ma na sobie jasne szaty kapłana izraelskiego. W jednej ręce trzyma zwój z napisem: „Błogosławiony Pan Bóg Izraela”, a drugą nań wskazuje. 
W sztuce zachodniej atrybutami św. Zachariasza są: gałązka oliwna w ręce oraz imię Jan. Niekiedy bywa przedstawiany na ośle, jako zapowiedź Chrystusa triumfującego w Niedzielę Palmową. 
Dzień obchodów
Wspomnienie liturgiczne św. Zachariasza i św. Elżbiety, w Kościele katolickim, obchodzone jest 23 września (według rzymskiego kalendarza). Wcześniej, przez wieki, obchodzone było 5 listopada. 
Cerkiew prawosławna wspomina sprawiedliwych: Zachariasza i Elżbietę 5/18 września, tj. 18 września według kalendarza gregoriańskiego.